# Martin Krohs
Martin Krohs (* 1969 in Göttingen) ist ein deutscher Publizist und Medienunternehmer. Er gründete das Online-Portal dekoder.org.

## Leben und Tätigkeit
Krohs studierte Philosophie, Biologie, Musik und Volkswirtschaft in Berlin, Hamburg, Göttingen und Fribourg. Er schloss sein Studium 1994 mit einer wissenschaftstheoretischen Arbeit über Symbiogenese ab (Universität Fribourg). Er ging 1995 nach Moskau, wo er mit zwei Partnern die erste europäische Buchhandlung Russlands eröffnete und als Journalist und Ausstellungsmacher tätig war. Nach seiner Rückkehr nach Deutschland gründete er 2015 das Online-Portal dekoder.org, dessen Chefredakteur er bis 2016 war (bis 2017 Herausgeber), sowie 2022 das Wissenschaftsportal te.ma.

## Medien

### dekoder.org
Das von Krohs 2015 konzipierte und gegründete gemeinnützige Online-Medium dekoder – Russland und Belarus entschlüsseln übersetzt, publiziert und kommentiert Beiträge aus staatsunabhängigen russischen und belarussischen Medien und ergänzt dies mit Hintergrundartikeln von Osteuropaexperten aus europäischen Universitäten sowie eigenen Themendossiers. Für den innovativen Ansatz und die redaktionelle wie fachliche Kompetenz wurde dekoder.org 2016 und 2021 mit dem Grimme Online Award und 2021 mit dem Sonderpreis des Karl-Wilhelm-Fricke-Preises der Bundesstiftung Aufarbeitung ausgezeichnet.

### te.ma
2022 gründete Krohs die gemeinnützige Wissenschaftsplattform te.ma – open science, public discourse. Die Plattform veröffentlicht kontextualisierende Zusammenfassungen von Forschungsbeiträgen sowie Gastbeiträge und Interviews mit Wissenschaftlern. Laut Eigendarstellung soll sie „eine Alternative bieten zu lautstarken sozialen Medien und zu den kurzen Aktualitätszyklen des Journalismus“ und „Diskussionen über komplexe und kontroverse Themen mehr Fundiertheit verschaffen“. Die Website te.ma hat ihre Tätigkeit im August 2024 eingestellt.

## Publizistik und Philosophie
Krohs schreibt regelmäßig als Autor für überregionale Zeitungen und Internet-Portale wie Zeit, Neue Zürcher Zeitung, Cicero, Berliner Zeitung, IPG-Journal, Lettre International.

## Auszeichnungen
Für Konzeption und Aufbau von dekoder.org wurde Krohs vom Medium Magazin 2015 als einer der Journalisten des Jahres ausgezeichnet. Er wurde für Konzept und Idee von dekoder.org mit dem Grimme Online Award 2016 in der Kategorie Information ausgezeichnet.